# 卡斯泰拉尔托
卡斯泰拉尔托（義大利語：Castellalto），是意大利泰拉莫省的一个市镇。总面积33平方公里，人口7496人，人口密度227.2人/平方公里（2009年）。ISTAT代码为067011。